# بكبسي
بَكِّبْسِي (Poughkeepsie بالإنجليزية وتلفظ [pəˈkɪpsi:]) مدينة في ولاية نيويورك الأمريكية. بلغ عدد سكانها حسب تعداد سنة 2000 29،871 نسمة، وحسب تقدير 2007 حوالي 29،633 نسمة.

## التركيبة السكانية
حدّد مكتب تعداد الولايات المتحدة بيانات التركيبة السكانية لبكبسي في تعداد الولايات المتحدة. في ما يلي، التركيبة السكانية حسب تعدادي 2000 و2010.

### تعداد عام 2000
بلغ عدد سكان بكبسي 29,871 نسمة بحسب تعداد عام 2000، وبلغ عدد الأسر 12,014 أسرة وعدد العائلات 6,557 عائلة مقيمة في المدينة. في حين سجلت الكثافة السكانية 2,016.9 نسمة لكل كيلومتر مربع (5,223.7/ميل2). وبلغ عدد الوحدات السكنية 13,153 وحدة بمتوسط كثافة قدره 888.1 لكل كيلومتر مربع (2,300.2/ميل2).
وتوزع التركيب العرقي للمدينة بنسبة 52.84% من البيض و35.71% من الأمريكيين الأفارقة و0.39% من الأمريكيين الأصليين و1.62% من الأمريكيين ذوي الأصول الآسيوية و0.05% من سكان جزر المحيط الهادئ و5.29% من الأعراق الأخرى و4.10% من عرقين مختلطين أو أكثر و10.64% من الهسبانيون أو اللاتينيون من أي عرق.
بلغ عدد الأسر 12,014 أسرة كانت نسبة 32.4% منها لديها أطفال تحت سن الثامنة عشر تعيش معهم، وبلغت نسبة الأزواج القاطنين مع بعضهم البعض 29.8% من أصل المجموع الكلي للأسر، ونسبة 19.7% من الأسر كان لديها معيلات من الإناث دون وجود شريك، بينما كانت نسبة 5% من الأسر لديها معيلون من الذكور دون وجود شريكة وكانت نسبة 45.4% من غير العائلات. تألفت نسبة 35.4% من أصل جميع الأسر من عدة أفراد يعيشون في نفس المنزل ونسبة 13.2% كانت تتألف من شخص يعيش بمفرده يبلغ من العمر 65 عاماً أو أكثر. وبلغ متوسط حجم الأسرة المعيشية 2.40، أما متوسط حجم العائلات فبلغ 3.15.
بلغ العمر الوسطي للسكان 32.7 عاماً. وكانت نسبة 25.3% من القاطنين تحت سن الثامنة عشر، وكانت نسبة 11.8% بين الثامنة عشر والرابعة والعشرين عاماً، ونسبة 28.3% كانت واقعةً في الفئة العمرية ما بين الخامسة والعشرين والرابعة والأربعين عاماً، ونسبة 18.6% كانت ما بين الخامسة والأربعين والرابعة والستين، ونسبة 12.6% كانت ضمن فئة الخامسة والستين عاماً فما فوق. يوجد لكل 100 أنثى 90.5 ذكر، ويوجد لكل 100 أنثى في الثامنة عشر من عمرها فما فوق 86.6 ذكر.
بلغ متوسط دخل الأسرة في المدينة 29,389 دولارًا، أما متوسط دخل العائلة فبلغ 35,779 دولارًا. وكان متوسط دخل الذكور 31,956 دولارًا مقابل 25,711 دولارًا للإناث. وسجل دخل الفرد الخاص بالمدينة 16,759 دولارًا. وكانت نسبة 18.4% من العائلات ونسبة 22.7% من السكان تحت خط الفقر، وكان من هؤلاء نسبة 31.8% تحت سن الثامنة عشر ونسبة 13.8% في الخامسة والستين من العمر وما فوق.

### تعداد عام 2010
بلغ عدد سكان بكبسي 32,736 نسمة بحسب تعداد عام 2010، وبلغ عدد الأسر 12,400 أسرة وعدد العائلات 6,686 عائلة مقيمة في المدينة. في حين سجلت الكثافة السكانية 2,210.4 نسمة لكل كيلومتر مربع (5,724.9/ميل2). وبلغ عدد الوحدات السكنية 13,984 وحدة بمتوسط كثافة قدره 944.2 لكل كيلومتر مربع (2,445.5/ميل2).
وتوزع التركيب العرقي للمدينة بنسبة 50.86% من البيض و33.50% من الأمريكيين الأفارقة و0.91% من الأمريكيين الأصليين و1.61% من الأمريكيين ذوي الأصول الآسيوية و0.06% من سكان جزر المحيط الهادئ و8.55% من الأعراق الأخرى و4.51% من عرقين مختلطين أو أكثر و19.50% من الهسبانيون أو اللاتينيون من أي عرق.
بلغ عدد الأسر 12,400 أسرة كانت نسبة 30.2% منها لديها أطفال تحت سن الثامنة عشر تعيش معهم، وبلغت نسبة الأزواج القاطنين مع بعضهم البعض 27.8% من أصل المجموع الكلي للأسر، ونسبة 20% من الأسر كان لديها معيلات من الإناث دون وجود شريك، بينما كانت نسبة 6.1% من الأسر لديها معيلون من الذكور دون وجود شريكة وكانت نسبة 46.1% من غير العائلات. تألفت نسبة 36.1% من أصل جميع الأسر من عدة أفراد يعيشون في نفس المنزل ونسبة 13.6% كانت تتألف من شخص يعيش بمفرده يبلغ من العمر 65 عاماً أو أكثر. وبلغ متوسط حجم الأسرة المعيشية 2.41، أما متوسط حجم العائلات فبلغ 3.17.
بلغ العمر الوسطي للسكان 32.4 عاماً. وكانت نسبة 22.2% من القاطنين تحت سن الثامنة عشر، وكانت نسبة 15.8% بين الثامنة عشر والرابعة والعشرين عاماً، ونسبة 26.8% كانت واقعةً في الفئة العمرية ما بين الخامسة والعشرين والرابعة والأربعين عاماً، ونسبة 22.1% كانت ما بين الخامسة والأربعين والرابعة والستين، ونسبة 13% كانت ضمن فئة الخامسة والستين عاماً فما فوق. وتوزع التركيب الجنسي للسكان بنسبة 48% ذكور و52% إناث.

## أعلام
- فريتس ليبمان
- إد وود
- دون بادج
- روبرت شيكلي
- ستيرلينغ موريسون